# 워싱턴군 (사우스다코타주)

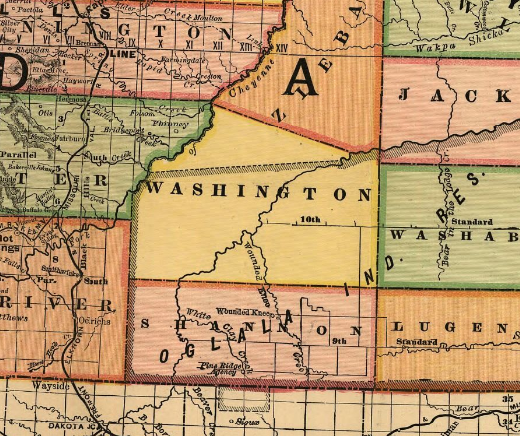
1892년 지도

워싱턴군 또는 워싱턴 카운티(Washington County)는 미국 사우스다코타주에 위치한 과거의 군이다. 1883년부터 1943년까지 존재하였다. 이 카운티는 대부분 파인리지 인디언 보호구역(Pine Ridge Indian Reservation)의 경계 내에 있었다.
1943년 7월 1일, 워싱턴 카운티는 사우스다코타의 재정 문제로 인해 분리되었다가 1943년 잭슨군 (사우스다코타주), 페닝턴군 (사우스다코타주), 섀넌 카운티로 합병되었다. 해체되기 몇 년 전, 워싱턴 카운티는 조직화되지 않았으며 페닝턴 카운티의 관리를 받았다. 워싱턴 카운티의 일부는 이전에 1909년에 새로 창설된 베넷군으로 분할되었다.